# إيلين نيلسن
إيلين نيلسن (بالصينية: 聂乐信) هي مبشرة صينية ودنماركية، ولدت في 17 يوليو 1871 في Holbæk Municipality ‏ في الدنمارك، وتوفيت في 25 يوليو 1960 في لياونينغ في الصين.